# Čebela (sura)
Čebela (arabsko An-Nahl) je 16. sura (poglavje) v Koranu, ki jo sestavlja 128 ajatov (verzov). Je meška sura.
Med opravljanjem molitve (salata oz. namaza) pri tej suri verniki opravijo 16 ruku'jev (priklonov).